# Oracle (automerk)
Oracle was een Belgisch autobedrijf uit Lokeren, opgericht in 1997 door Sabine Serry en Eric Wouters. Het bouwt en verkoopt vrijetijdswagens, als zelfbouwpakket of sleutel aan de deur. 
De voornaamste, en tegenwoordig enige, activiteit van het bedrijf is het officieel invoeren van de merken Brooke, Chesil, GTM, Hawk, Michalak, NG, RAW, Tiger en Westfield.